# Società Ginnastica Gallaratese 1940-1941
Questa voce raccoglie le informazioni riguardanti la Società Ginnastica Gallaratese nelle competizioni ufficiali della stagione 1940-1941.

## Rosa
| N. |                   | Ruolo | Calciatore            |
| -- | ----------------- | ----- | --------------------- |
|    | Italia (bandiera) | C     | Mario Baldin          |
|    | Italia (bandiera) | D     | Vincenzo Belloni      |
|    | Italia (bandiera) | C     | Mario Bettega         |
|    | Italia (bandiera) | C     | Aldo Biffi            |
|    | Italia (bandiera) | D     | Franco Brondolo       |
|    | Italia (bandiera) | A     | Amedeo Cabiati        |
|    | Italia (bandiera) | G     | G. Canesi             |
|    | Italia (bandiera) | D     | Franco Cardani        |
|    | Italia (bandiera) | P     | Fernando Casirago     |
|    | Italia (bandiera) | A     | Antonio Checchi       |
|    | Italia (bandiera) | A     | Giuseppe Chierichetti |
|    | Italia (bandiera) | A     | V. Coerezza           |
|    | Italia (bandiera) | P     | Achille Dari          |
|    | Italia (bandiera) | D     | I. De Galeazzi        |
|    | Italia (bandiera) | C     | Camillo Dusio         |

| N. |                   | Ruolo | Calciatore         |
| -- | ----------------- | ----- | ------------------ |
|    | Italia (bandiera) | C     | Giuseppe Guenzani  |
|    | Italia (bandiera) | C     | Rino Lattuada      |
|    | Italia (bandiera) | C     | Mario Loetti       |
|    | Italia (bandiera) | C     | A. Lombardi        |
|    | Italia (bandiera) | C     | Franco Macchi      |
|    | Italia (bandiera) | A     | I. Maroni          |
|    | Italia (bandiera) | D     | Riccardo Moroni    |
|    | Italia (bandiera) | C     | R. Orlandi         |
|    | Italia (bandiera) | A     | Corrado Cavazza    |
|    | Italia (bandiera) | A     | Antonio Paciaretti |
|    | Italia (bandiera) | A     | D. Paracchini      |
|    | Italia (bandiera) | D     | Angelo Rigamonti   |
|    | Italia (bandiera) | A     | Alfredo Romito     |
|    | Italia (bandiera) | A     | Umberto Tosi       |
|    | Italia (bandiera) | D     | Miro Tremolada     |